# Vickers F.B.14
Vickers F.B.14 byl britský dvoumístný stíhací a průzkumný dvouplošník vzniklý u společnosti Vickers Limited v době první světové války. Pro Royal Flying Corps vzniklo okolo 100 kusů, ale typ se dočkal jen omezeného nasazení, jelikož původně byl navržen pro užití výkonnějšího motoru než jaký byl dostupný v době zahájení jeho sériové výroby, a nedosahoval tak potřebných výkonů.

## Vznik a vývoj
F.B.14 byl konvenční dvouplošník s jednokomorovým systémem vzpěr, dvěma tandemovými otevřenými kokpity a pevným kolovým podvozkem ostruhového typu. Typ byl navržen pro použití vyvíjeného řadového motoru B.H.P. o výkonu 230 hp (170 kW), po dalším vývoji známého jako Siddeley Puma. Drak z ocelových trubek byl hotov v polovině roku 1916, ale motor ještě nebyl k dispozici, a proto byl prototyp vybaven motorem Beardmore o výkonu 160 hp (120 kW). Ten typu neposkytoval dostatečný výkon a objevily se také potíže se spolehlivostí. Více než 50 sériových strojů bylo Royal Flying Corps dodáno bez motorů. Bylo zkoušeno použití spolehlivějšího staršího motoru 120 H.P. Beardmore, jehož výkon 120 hp (90 kW) ale také nedopomohl k dosažení požadovaných výkonů. Pokusy s instalací alternativních pohonných jednotek vedly ke vzniku několika variant, z nichž nejúspěšnější byla verze F.B.14D s dvanáctiválcovým vidlicovým motorem Rolls-Royce Eagle IV. Výkony přesto nedosahovaly úrovně současně vyráběného typu Bristol F.2 Fighter, a další vývoj F.B.14 byl opuštěn.

## Operační historie
Vickers F.B.14 se dočkal omezeného operačního nasazení menšího množství strojů odeslaných na mezopotámské bojiště, a sedm strojů bylo přiděleno perutím zapojeným do systému protivzdušné obrany domácích ostrovů. Jeden stroj verze F.B.14D s motorem Rolls-Royce, který byl v Orfordness užíván ke zkouškám experimentálního periskopického zaměřovače, se 22. července 1917 zapojil do obrany proti německému náletu a nárokoval si nepotvrzený sestřel bombardéru Gotha v blízkosti Zeebrugge.

## Varianty

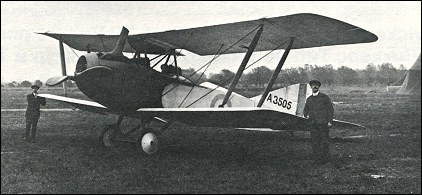
Čelní pohled na F.B.14

F.B.14
Sériová verze s šestiválcovým řadovým motorem 160 H.P. Beardmore o výkonu 160 hp (120 kW), vzniklá ve 104 kusech v továrně Vickers ve Weybridge.
F.B.14A
Jeden kus upravený instalací vidlicového motoru Lorraine-Dietrich o výkonu 150 hp (110 kW).
F.B.14D
Varianta vybavená vidlicovým dvanáctiválcem Rolls-Royce Eagle IV o výkonu 250 hp (190 kW), křídly se zvětšeným rozpětím a dvoukomorovým systémem mezikřídelních vzpěr.
F.B.14F
Verze se vzduchem chlazeným vidlicovým dvanáctiválcem RAF 4a o výkonu 150 hp (112 kW).

## Uživatelé
- Spojené království
  - Royal Flying Corps

## Specifikace (F.B.14)
Údaje dle

### Technické údaje
- Osádka: 2 (pilot a pozorovatel/střelec)
- Délka: 8,66 m (28 stop a 5 palců)
- Rozpětí křídel:
  - Rozpětí horního křídla: 12,04 m (39 stop a 6 palců)
  - Rozpětí dolního křídla: 10,05 m (33 stop)
- Výška: 3,05 m (10 stop)
- Nosná plocha: 39,7 m² (427 čtverečních stop)
- Prázdná hmotnost: 755 kg (1 662 lb)
- Vzletová hmotnost: 1 183 kg (2 603 lb)
- Pohonná jednotka: 1 × kapalinou chlazený šestiválcový řadový motor 160 H.P. Beardmore
- Výkon pohonné jednotky: 160 hp (119 kW)

### Výkony
- Maximální rychlost: 160 km/h (99,5 mph) při zemi
- Praktický dostup: 3 048 m (10 000 stop)
- Maximální dostup: 3 230,9 m (10 600 stop)
- Výstup do výše 3 048 m (10 000 stop): 40 minut 45 sekund
- Vytrvalost: 3 hod a 45 min

### Výzbroj
- 1 × synchronizovaný kulomet Vickers ráže 7,7 mm
- 1 × pohyblivý kulomet Lewis ráže 7,7 mm na oběžném kruhu Scarff